# Filipa de Dammartin
Filipa de Dammartin a fost o nobilă franceză din secolul al XIII-lea.
Filipa a fost fiica lui Simon de Dammartin, conte de Aumale, de Ponthieu și de Montreuil cu soția acestuia, Maria de Ponthieu. De asemenea, ea a fost soră cu contesa Ioana, viitoare soție a regelui Ferdinand al III-lea al Castiliei și mamă a Eleonorei de Castilia, soția regelui Eduard I al Angliei.
Filipa a fost căsătorită în trei rânduri.

1. Prima căsătorie a fost cu Raul al II-lea de Lusignan, conte d'Eu din cca. 1239/1240, ca a treia soție a acestuia. Din căsătorie nu au rezultat copii, ea fiind mamă vitregă față de contesa Maria de Lusignan
2. A doua oară a fost căsătorită cu seniorul Raul al II-lea de Coucy în cca. 1246, cu care a avut un copil:
- Enguerrand de Coucy, decedat de mic (înainte de 1250)

3. Cea de a treia căsătorie a fost cu contele Otto al II-lea de Geldern cândva între 1252 și 1254. Cei doi au avut patru copii:
- Reginald, succesor în comitatul de Geldern
- Fillipa, căsătorită cu Waleran al II-lea, senior de Valkenburg
- Margareta, căsătorită cu contele Teodoric al VI-lea de Cleves
- Maria